# Enoploteuthis leptura
Enoploteuthis leptura är en bläckfiskart som först beskrevs av Leach 1817.  Enoploteuthis leptura ingår i släktet Enoploteuthis och familjen Enoploteuthidae.

## Underarter
Arten delas in i följande underarter:
- E. l. leptura
- E. l. magnoceani

## Bildgalleri

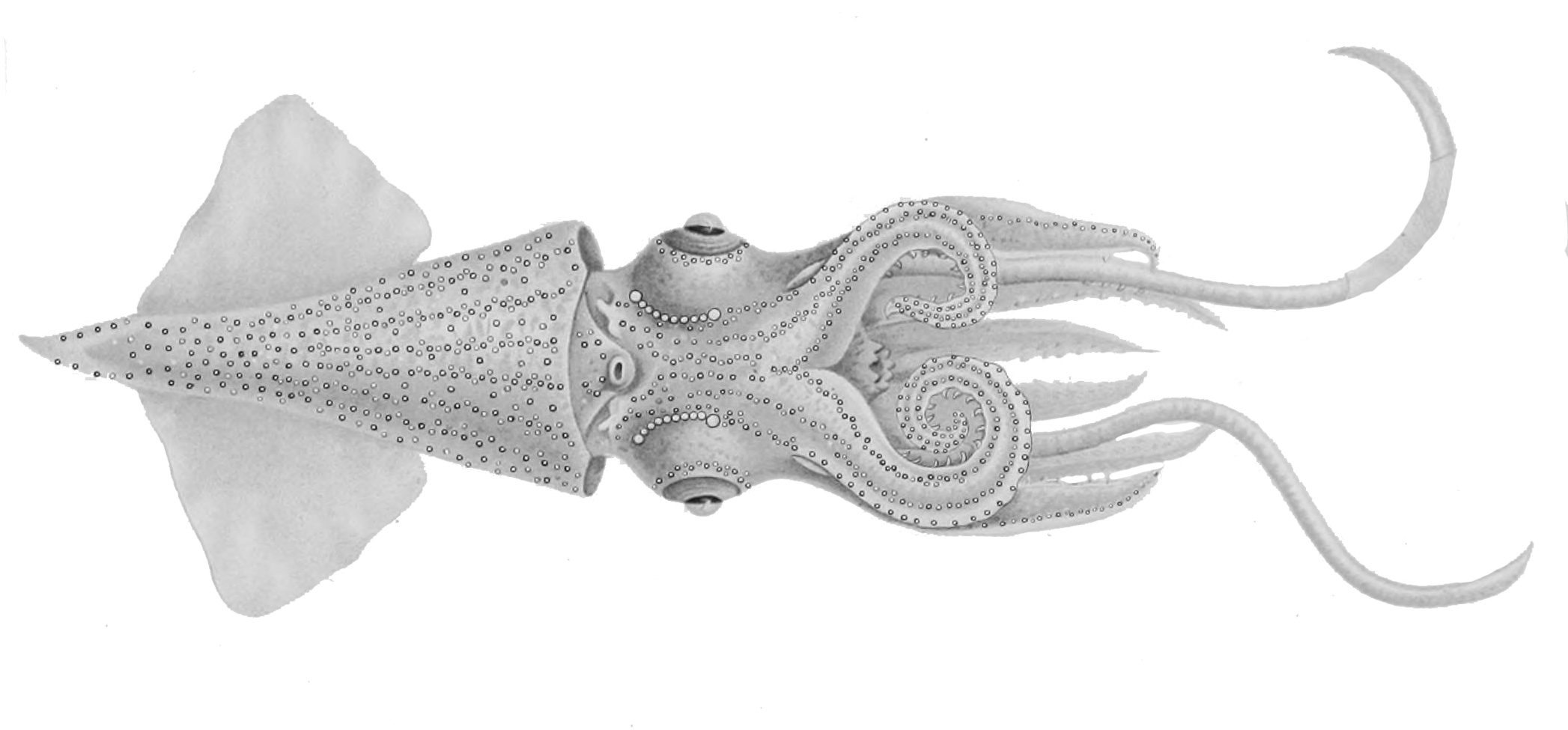